# Chlopsidae
Chlopsidae – rodzina morskich ryb promieniopłetwych z rzędu węgorzokształtnych (Anguilliformes), obejmująca około 20 gatunków.
Występują w tropikalnych i subtropikalnych wodach Oceanu Atlantyckiego, Indyjskiego i Spokojnego.
Charakteryzują się małymi, okrągłymi otworami skrzelowymi umieszczonymi na bokach ciała. Otwory linii bocznej są widoczne tylko na głowie, brak ich na korpusie. Ciało bezłuskie. U kilku gatunków z rodzaju Chlopsis i u Robinsia catherinae brak płetw piersiowych. Liczba kręgów mieści się zwykle w przedziale od 100 do 150.

## Klasyfikacja
Rodzaje zaliczane do tej rodziny:
- Boehlkenchelys Tighe, 1992 – jedynym przedstawicielem jest Boehlkenchelys longidentata Tighe, 1992
- Catesbya Böhlke & Smith, 1968 – jedynym przedstawicielem jest Catesbya pseudomuraena Böhlke & Smith, 1968
- Chilorhinus Lütken, 1852
- Chlopsis Rafinesque, 1810
- Kaupichthys Schultz, 1943
- Powellichthys Smith, 1966 – jedynym przedstawicielem jest Powellichthys ventriosus Smith, 1966
- Robinsia Böhlke & Smith, 1967 – jedynym przedstawicielem jest Robinsia catherinae Böhlke & Smith, 1967
- Xenoconger Regan, 1912 – jedynym przedstawicielem jest Xenoconger fryeri Regan, 1912.

Rodzajem typowym rodziny jest Chlopsis.
Zaliczany czasem do Chlopsidae Thalassenchelys jest klasyfikowany w Colocongridae.